# Kadaranahalli, Tumkur
Kadaranahalli là một làng thuộc tehsil Tumkur, huyện Tumkur, bang Karnataka, Ấn Độ.